# 鉄勒
鉄勒（漢音：てつろく、拼音：Tiĕlè）は、6世紀から7世紀にかけて、中央ユーラシア北部に分布した突厥以外のテュルク系遊牧民の総称。他の民族から、文毘 (ぶんりく)、簡琶 (かんは)、堵濟 (どんのう)などとも呼ばれる。国内で回鶻（ウイグル）が台頭した。「鉄勒」という表記は勅勒・丁零などと同じく、Türkを音写したものと考えられている。

## 構成部族
鉄勒の構成部族は最多と言われ、多くの部族がそれぞれ分散して遊牧生活を送っていた。

### 部族
- 独洛河（モンゴルの土拉河）の北地域…部族長は俟斤（イルキン：官名）と号し、2万の兵がいた。
  - 僕骨（僕固、ボクトゥ：Boqut）部…高車時代の護骨部。
  - 同羅（トンラ：Toŋra）部
  - 韋紇（回紇、迴紇、ウイグル：Uyγur）部…高車時代の袁紇部。
  - 抜野古（抜曳固、バイルク：Bayïrqu）部
  - 覆羅部…高車時代の副伏羅部。

- ジュンガル盆地の南地域…2万の兵がいた。
  - 契弊（契苾）部…高車時代の解批部か。
  - 薄落職部…カルルクのブラク(Bulaq)部か。
  - 乙咥部…カルルクのチギル(Čigil)部か。
  - 蘇婆部
  - 那曷部
  - 烏護（烏讙）部…オグズ(Oγuz)か。
  - 紇骨（キルギス：Qïrqïz）部
  - 也咥(Yädiz=Ädiz)部
  - 於尼讙部

- ジュンガル盆地の北地域…1万余りの兵がいた。
  - 薛延陀部
  - 咥勒児部
  - 十槃部
  - 達契部

- カザフステップ地域…3万の兵がいた。
  - 訶咥部
  - 曷截部
  - 撥忽部
  - 比干部
  - 具海部
  - 曷比悉部
  - 何嵯蘇部
  - 抜也末部
  - 謁達（渇達）部

- 拂菻（東ローマ帝国？）の東…2万近くの兵がいた。
  - 恩屈部
  - 阿蘭（アラン）部
  - 北褥（ペチェネグ）部
  - 九離部
  - 伏嗢昏（ブルガール）部

- 北海（バイカル湖？）の南の地域
  - 都波（都播、トゥバ：Tuba）部

### 氏族
- 独洛河（モンゴルの上拉河）の北
  - 蒙陳氏
  - 吐如紇氏
  - 斯結（思結、シキトゥ：Sïqït）氏
  - 渾（クン：Qun）氏
  - 斛薛氏

- 得嶷海（カスピ海）の東西地域…8千余りの兵がいた。
  - 蘇路羯氏
  - 三素咽（三索咽）氏
  - 蔑促氏
  - 薩忽（隆忽）氏

## 九姓鉄勒
後に、これら多くの鉄勒部族の中から九つの有力部族が台頭した。これを唐では九姓鉄勒と呼び、突厥ではトクズ・オグズ（Toquz-Oγuz：九つの部族）と呼んだ。しかし、どの部族をもって九姓とするのかは不明であり、以下の15部族がその候補である。（※太字は確定）
- 回紇（ウイグル：Uyγur）部
- 僕骨（ボクトゥ：Boqut）部
- 多覧葛（テレンギュトゥ：Täläŋüt）部
- 抜野古（バイルク：Bayïrqu）部
- 同羅（トンラ：Toŋra）部
- 思結（シキトゥ：Sïqït）部
- 渾（クン：Qun）部
- 斛薛部
- 奚結部
- 阿跌（エディズ：Ädiz）部
- 契苾部
- 思結（シキトゥ：Sïqït）別部
- 白霫部
- 都播（トゥバ：Tuba）部
- 骨利干（クリカン：Qurïqan）部

また、九姓回鶻（ウイグルの氏族）や九姓胡（昭武九姓のソグド人）と呼ばれるものがあるが、別物である。

## 歴史
鉄勒の祖先は匈奴の末裔・別種といわれる。その種族は最多で、西海（アラル海）の東から山や谷に拠って生活してきた。姓氏は各々別であるが、彼らを総称して「鉄勒」と謂った。それぞれに君長は無く、分散して東西両突厥に属した。
西魏の大統12年（546年）、鉄勒が柔然を討とうとしたので、土門（後の伊利可汗）は突厥部を率いて迎撃し、5万余落を降伏させた。
突厥の木汗可汗（在位：553年 - 572年）は即位するや、諸外国を次々に併合していき、柔然を滅ぼして中央ユーラシアに大帝国を築き上げた。この時に鉄勒諸部も突厥に併合された。
隋の開皇19年（599年）、文帝は太平公史万歳や晋王楊広（煬帝）を派遣し、東突厥の啓民可汗（在位：587年 - 609年）を納めて突厥の歩迦可汗（在位：599年 - 601年）を破ると、鉄勒は分散した。
仁寿元年（601年）、それまで啓民可汗に付属していた斛薛（こくせつ）氏などの諸部が叛いたので、文帝は楊素を雲州道行軍元帥とし、啓民可汗を率いさせて北征させた。
大業元年（605年）、西突厥の泥撅処羅可汗（在位：603年頃 - 612年）は鉄勒諸部を撃ち、重税を課した。また、薛延陀などの諸部に謀反の疑いをかけ、その魁帥数百人を誅殺した。これにより鉄勒諸部は泥撅処羅可汗に叛き、契弊部の俟利発俟斤（イルテベル・イルキン：官名）の契弊歌楞（契苾哥楞）を立てて易勿真莫何可汗とし、貪汗山（現在の新疆トルファン北部の柏格多山）に割拠した。また、薛延陀部の俟斤の子である乙失鉢（イシュバル、也咥）を立てて小可汗とし、燕末山の北に割拠した。泥撅処羅可汗を破ると、易勿真莫何可汗は勢力を増していった。易勿真莫何可汗は衆心を得ていたので、隣国に憚られ、伊吾・高昌・焉耆の諸国はことごとくこれに附いた。
大業3年（607年）、鉄勒は隋に遣使を送って方物を貢納した。
西突厥で射匱可汗（在位：612年 - 618年）が強盛となると、薛延陀・契弊（契苾）の2部は可汗号を棄ててこれに臣従した。その後も、回紇（ウイグル：Uyγur）などの六部は鬱督軍山（ウテュケン山）に在って、東突厥の始畢可汗（在位：609年 - 619年）に属し、乙失鉢の所部は金山（アルタイ山脈）に在って、西突厥の統葉護可汗（在位：618年 - 628年）に臣従した。
唐の貞観元年（627年）、陰山以北の薛延陀・回紇・抜野古（バイルク：Bayïrqu）などの諸部は相次いで反乱をおこし、その欲谷設（ユクク・シャド：官名）を敗走させた。東突厥の頡利可汗（在位：620年 - 630年）は小可汗の突利可汗を遣わして、これを討伐させたが、敗北して軽騎で逃げ帰ったので、頡利可汗は怒り、突利可汗を十数日拘束した。
貞観2年（628年）、西突厥で統葉護可汗が殺されると、西突厥が大いに乱れたので、乙失鉢の孫の夷男（イネル：Inäl）は、薛延陀部落7万余家を率いて東突厥に附いた。しかし、東突厥でも頡利可汗の政衰に遇い、夷男はその徒属を率い、東突厥に叛いて頡利可汗を攻め、これを大破した。ここにおいて頡利部諸姓の多くは頡利可汗に叛き、夷男に帰順して共に主に推戴しようとしたが、夷男はあえて即位しようとはしなかった。時に唐の太宗は游撃将軍の喬師望を遣わし、夷男を拝して真珠毘伽可汗（インチュ・ビルゲ・カガン）とし、鼓纛を賜う。夷男はとても喜び、遣使を送って方物を貢納し、牙帳を大漠の北の鬱督軍山下に建てた。東は靺鞨に至り、西は西突厥に至り、南は沙磧と接し、北は倶倫水に至り、回紇・抜野古（バイルク：Bayïrqu）・阿跌（エディス：Ädis）・同羅（トンラ：Toŋra）・僕骨（ボクトゥ：Boqut）・白霫などの大部落は皆付属した。
貞観3年（629年）8月、夷男はその弟の統特勤（トン・テギン：官名）を遣わして唐に来朝。太宗は厚く撫接を加え、宝刀及び宝鞭を賜う。この頃より東突厥の権威は失墜し、次々と諸部が離反していった。
貞観4年（630年）、遂に頡利可汗が唐によって捕らえられ、東突厥が一旦滅亡すると、夷男はその部を率いて東の故国へ還り、牙帳（本拠地）を鬱督軍山（ウテュケン山）の北、独邏河の南に建てた。東は室韋に至り、西は金山（アルタイ山脈）に至り、南は突厥に至り、北は瀚海（バイカル湖）に臨み、古の匈奴の故地をまるまる我がものとし、20万の兵を擁し、その2人の子を立てて南北部とした。ここにおいてモンゴル高原の所有権は鉄勒の薛延陀部に移る。この年、西突厥で肆葉護可汗（在位：628年 - 632年）が莫賀咄可汗（在位：628年 - 630年）を倒して西突厥を統一すると、大発兵して鉄勒に侵攻してきた。薛延陀部の夷男はこれを迎撃し、逆に肆葉護可汗を破った。
貞観7年（633年）1月、薛延陀部は遣使を送って唐に来朝した。
貞観12年（638年）、夷男の2子は小可汗を拝命し、その勢力を分けることを欲した。一方で唐の朝廷が東突厥の李思摩を立てて可汗とし、その部衆を漠南の地に住まわせた。夷男は李思摩をいまわしく思うようになった。
貞観14年（640年）6月、薛延陀部は唐に遣使を送って求婚した。
貞観15年（641年）11月、夷男は子の大度設に同羅・僕骨・回紇・靺鞨・白霫など20万の兵を率いさせて白道川に駐屯させ、善陽嶺に拠って李思摩の部を撃った。李思摩は唐に遣使を送って救援を請い、太宗は英国公李勣・蒲州刺史の薛万徹に歩騎数万を派遣した。12月、白道川を経由して青山に至ったところで、大度設と遭遇し、これを累月にまで追撃した。諾真水に至ると、大度設は振り切れないと知ると、10里にわたって兵を連ねた。薛延陀部は以前、沙鉢羅及び阿史那社爾らを撃ち、歩戦で勝ったことがあったので、その戦法を用いて突厥の兵を撃退した。薛延陀部は勝ちに乗ってこれを駆逐。李勣の兵は防戦し、薛延陀部は1万本もの矢を放ち、唐軍の馬を傷つけた。李勣は騎馬を歩兵に切り替え、長矛部隊を突入させて薛延陀部を潰滅させた。副総管の薛万徹は数千騎を率いて薛延陀部の馬指揮者を捕え、薛延陀部の馬を失わせた。これにより薛延陀部は大敗し、大度設は身一つで遁走した。夷男は東突厥（李思摩政権）と和親を乞い、遣使を送って謝罪した。
貞観16年（642年）、夷男は叔父の沙鉢羅泥孰俟斤を遣わして唐に請婚し、馬3千頭を献上した。太宗はこれを許可して新興公主を娶らせた。この頃、李思摩が数回兵を派遣して薛延陀部を侵掠したので、薛延陀部はふたたび突利失を遣わして李思摩を撃ち、定襄で抄掠して去った。
貞観17年（643年）閏月、夷男が兄の子である突利失設（テリス・シャド：Tölis Šad：官名）を唐に遣わし、馬5万・牛1万・駝1万・羊10万頭を献上し請婚してきたので、太宗はこれを許可した。
薛延陀部に帰順していた東突厥の阿史那斛勃が次第に勢力を増していったため、これを危惧した夷男は彼を殺そうと考えた。この事を察知した阿史那斛勃は旧地（金山の北）に逃げ帰り、その地で勝兵3万人を擁し、自ら乙注車鼻可汗と称した。西は葛邏禄（カルルク）族、北は結骨（キルギス）部と接し、車鼻可汗に附いた。
貞観19年（645年）、夷男が卒去し、夷男の少子の肆葉護抜灼はその兄の突利失可汗（テリス・カガン：Tölis qaγan）を襲って殺し自ら立ち、頡利倶利薛沙多弥可汗となる。抜灼は悪政を布いたため、民衆が附かなかった。さらに太宗が高句麗遠征（唐の高句麗出兵）中で不在の唐に侵入し、夏州を寇掠した。しかし、唐の将軍の執失思力に征討され、その衆数万が捕虜となり、抜灼は軽騎で遁去したが、回紇部に殺されてしまう。
貞観20年（646年）、薛延陀部の余衆はまだ5～6万も存在したため、太宗は大軍を率いて薛延陀部討伐を行った。江夏王李道宗や代州都督の薛万徹らの活躍により、唐軍が大勝し、薛延陀部は西走した。薛延陀部は共に夷男の兄の子である咄摩支を伊特勿失可汗（イトミシュ・カガン）に推戴し、部落7万余を率いて西の故地へ帰った。しばらくして薛延陀部は可汗号を棄て、唐に遣使を送って鬱督軍山の北に住むことを請願した。諸部鉄勒はもともと薛延陀部に服属していたので、咄摩支が至ると、九姓の渠帥は恐れずにはいられなかった。朝議は磧北の患いとして恐れたので、ふたたび英国公李勣に討撃させた。李勣は九姓鉄勒2万騎を率いて天山に至る。咄摩支は官軍が来るのを見て、恐れ驚き、蕭嗣業が回紇中に在ることを聞くと、ついに請降した。蕭嗣業は咄摩支とともに京師に至ると、詔で右武衛将軍を授かり、田宅を賜わった。咄摩支は入国後、鉄勒酋帥がその部落に潜んでいることを知り、両端を持った。6月、太宗は兵部尚書・固安公崔敦礼と英国公李勣を遣わして薛延陀部を鬱督軍山の北で撃破し、前後して5千余級を斬首し、男女3万余人を捕虜とした。8月、鉄勒の回紇部・抜野古部・同羅部・僕骨部・多覧葛（テレンギュトゥ：Täläŋüt）部・思結（シキトゥ：Sïqït）部・阿跌部・契苾部・跌結部・渾（クン：Qun）部・斛薛部など十一姓は各々遣使を送って朝貢した。
貞観21年（647年）、契苾・回紇など十余部落は薛延陀部から離反し、唐に帰順した。太宗はその部落を選んで13の州府を置いた。回紇部をもって瀚海都督府とし、僕骨部を金微都督府とし、多覧葛部を燕然都督府とし、抜野古部を幽陵都督府とし、同羅部を亀林都督府とし、思結部を盧山都督府とし、渾部を皋蘭州とし、斛薛部を高闕州とし、奚結部を鶏鹿州とし、阿跌部を鶏田州とし、契苾部を楡渓州とし、思結別部を蹛林州とし、白霫部を寘顔州とした。また、その酋長を拝して都督・刺史とし、燕然都護を置いてこれを統括させた。
貞観23年（649年）、太宗は右驍衛郎将の高侃を遣わして密かに鉄勒の回紇部・僕骨部などの兵を招き寄せて車鼻可汗を襲撃させた。すると、車鼻可汗の酋長である葛邏禄（カルルク）部の泥孰闕俟利発（でいしゅく・キョル・イルテベル：官名）や抜塞匐部・処木昆部の莫賀咄俟斤（バガテュル・イルキン：官名）らが車鼻可汗に背き、相次いで唐に投降してきた。
永徽元年（650年）、薛延陀の首領先逃逸者は帰国を請い、高宗は更に嵠弾州を置いた。
永徽3年（652年）、高宗は左武候大将軍の梁建方・右驍衛大将軍の契苾何力を派遣し、燕然都護所属の回紇の兵5万騎を率いて 西突厥の阿史那賀魯を討たせ、5千級を斬首し、渠帥60余人を捕虜とした。
武周（690年 - 705年）になると、東突厥（第二可汗国）が強盛となり、鉄勒諸部は漠北に在って次第に併合されていった。また、回紇部・契苾部・思結部・渾部は甘州・涼州の地に遷された。
天宝3載 （744年）、鉄勒の一部族である回鶻（ウイグル）によって東突厥が滅ぼされる。この頃から史書に鉄勒の称は用いられなくなる。

## 習俗
鉄勒の習俗はだいたい突厥と同じであるが、突厥と異なる点はただ、男が結婚の儀式を済ますとすぐ妻の家に住み、出産を待ち、産まれた男女児に乳を飲ませてから自分の家に帰るということ。また、死者を埋葬するということだけである。

## 歴代君主
初めの頃は君主と呼べる者はおらず、部族長がいる程度であったが、大業元年（605年）、西突厥に叛いてからは自らの可汗を推戴するようになった。
1. 易勿真莫何可汗（契弊歌楞、契苾哥楞）（605年 – 612年頃）…契弊部の俟利発・俟斤
  - 小可汗乙失鉢（也咥）（605年 – 612年頃）…薛延陀部内の俟斤の子
2. 真珠毘伽可汗（夷男）（628年 – 645年）…乙失鉢の孫
3. 突利失可汗（645年殺）…夷男の子
4. 頡利倶利薛沙多弥可汗（抜灼）（645年殺）…夷男の末子
5. 伊特勿失可汗（咄摩支）（646年）…夷男の兄の子

## 参考資料
- 『周書』（列伝第四十二 異域下）
- 『北史』（列伝第八十七 突厥鉄勒）
- 『隋書』（列伝第四十九 北狄）
- 『旧唐書』（本紀第二、本紀第三、列伝第一百四十九下 鉄勒、列伝第一百四十五 回紇）
- 『新唐書』（列伝第一百四十下 突厥下、列伝第一百四十二上 回鶻上、列伝第一百四十二下 回鶻下）
- 佐口透、山田信夫、護雅夫『騎馬民族史2-正史北狄伝』（平凡社、1972年）